# الخاتم عدلان
ولد المفكر والسياسي السوداني الخاتم الهادي أحمد رجب والذي عرف بالخاتم عدلان حاملاً اسم جده لأمه، بقرية أم دكة الجعليين بقلب الجزيرة عام 1948 وتلقى تعليمه بالمدينة عرب ومدني الثانوية وكلية الآداب جامعة الخرطوم حيث تخرج من قسم الفلسفة ببكالوريوس الشرف في الآداب الدرجة الثانية القسم الأول التي كانت تؤهله لكي يعين معيداً بجامعة الخرطوم ولكن اسمه كان ضمن قائمة من الطلاب الذين تقرر عدم تعيينهم بالجامعة مهما كانت مؤهلاتهم. ولكن أساتذته واعترافاً بنبوغه خصصوا له منحة من قسم الفلسفة لنيل درجة الماجستير فاعتقله جهاز الأمن من داخل نادي الأستاذة عام 1980 ولم يطلق سراحه إلا في الانتفاضة.
ولم تكن تلك هي المرة الأولى التي بعتقل فيها الخاتم فقد اعتقل من قبل ذلك ثلاث مرات: الأولى كانت في مايو 1971 حيث أطلق سراحه في يوليو 1971 واعتقل في أغسطس 1971 وأطلق سراحه في مايو 1973 عندما صفيت المعتقلات وكان في آخر قائمة أطلق سراحها واعتقل مرة أخرى في اجتماع مشترك مع لجنة فرع الحزب الشيوعي السوداني بجامعة القاهرة في ديسمبر 1975 م وأطلق سراحه عند تصفية المعتقل في مايو 1978 م. وقضى فترات اعتقاله بسجون السودان المختلفة كوبر، شالا مرتين وبورتسودان.

## الإلتحاق بالحزب
التحق الخاتم عدلان بالحزب الشيوعي عام 1964 م بمدرسة مدني الثانوية وأصبح كادراً قيادياً بها ثم التحق بجامعة الخرطوم وواصل نشاطه القيادي في الحزب الشيوعي والجبهة الديمقراطية واتحاد طلاب جامعة الخرطوم حيث شغل منصب سكرتير الشئون الاجتماعية في دورة اتحاد عبد العظيم حسنين 1968/1969م. وعمل الخاتم في مواقع حزبية مختلفة من قيادة قسم الجامعة ومكتب الجامعات وهيئة تحرير الشيوعي ومكتب الأدباء والكتاب الشيوعيين ولجنة التحضير للعيد الأربعين ثم في سكرتارية اللجنة المركزية. واضطر الخاتم للاختفاء لأداء مهامه عدة مرات، كان آخرها من عام 1989 وحتى عام 1994م عندما غادر السودان للعلاج. كان الخاتم من المقربين للأستاذ عبد الخالق محجوب.

## الاستقالة
استقال الخاتم عدلان من عضوية الحزب الشيوعي السوداني في عام 1994 في مؤتمر صحفي عقده مع ثلاث من زملائه هم الدكتور عمر النجيب والدكتور خالد حسين الكُدّ والدكتور أحمد علي أحمد، بعد أن كان طرح المفكر رؤية فكرية  وسياسية جديدة قدمها للحزب الشيوعي السوداني الذي كان عضواً في لجنته المركزية  لخّصها في ورقة سميت (آن أوان التغيير ) في الحزب الشيوعي في العام التي فرغ منها في العام 1991 م ونشرت الأطروحة في مجلة الشيوعي ومجلة قضايا سودانية. في لندن. وواصل الخاتم عدلان نضاله السياسي بتكوينه تنظيم حركة حق-السودان والذي ظل في قيادته حتى رحيله المبكر والمأساوي عقب إصابته بداء السرطان.
طرح المفكر رؤية فكرية وسياسية جديدة قدمها للحزب الشيوعي السوداني الذي كان عضواً في سكرتارية اللجنة المركزية للحزب الشيوعي لخّصها في ورقة سميت (آن أوان التغيير) في الحزب الشيوعي في العام التي فرغ منها في العام 1991 م ونشرت في مجلة الشيوعي ومجلة قضايا سودانية. وقد رفضها الحزب الشيوعي السوداني وجوبهت بعداء من قبل قيادته ومما دفع الأستاذ الخاتم عدلان للإستقالة لاحقاً من الحزب.
ووضح الخاتم عدلان في ورقة استقالته التي قدمها في مؤتمر صحفي شهير بلندن أسباب استقالته من الحزب الشيوعي وناقشها في متسويين تناولهما وهما الأول: مستوى النظرية الماركسية والثاني: برامج وممارسة ومواقف الحزب الشيوعي السوداني حيث خلص إلى انهيار المشروع الماركسي للتغيير الاجتماعي وفشل الثورة البرولتارية لأسباب تمثلت في انفجار ثورة العلم والتقنية، والازدياد الهائل في إنتاجية العمل الإنساني، كما انتقال الإنتاجية من اليد إلى الدماغ.
الأمر الذي يعني ببساطة أن البروليتاريا لم تعد القوة المنتجة الرئيسية وليست القطب الرئيسي في الصراع الاجتماعي ولم يعد نفوذها هو النفوذ الحاسم بل ظل يضمحل باستمرار ولم تعد هي حاملة رسالة الخلاص الإنساني. وعلى هذا المستوى فقد انهار المشروع الماركسي. وعلى مستوى الحزب يرى أنه خلال ما يقارب نصف القرن فشل الحزب الشيوعي في أن يصبح قوة سياسية ذات شأن. وفشل في وجه التحديد في تحقيق شعره «اجعلوا من الحزب الشيوعي قوة اجتماعية كبرى» ولم يفشل الحزب الشيوعي في ذلك لأسباب عابرة بل لعوامل تتعلق بتكوينه: نظرية، وبرنامجا سياسيا، وبنية تنظيمية ومناهج قيادية. كما لم يستطع الحزب أن يطور برامجه لإستيعاب القضايا المعقدة للتركيبة السودانية العصية. وقد حدث ذلك بالرغم من أنه بدا بداية متقدمة، مستندا إلى إرث نظري عالمي، فلم يطور الحزب خطابا، أو يجد لغة مشتركة بينه وبين قبائل السودان وقومياته المختلفة، وظل وجوده ضيقا ومحصورا. فهو إزاء الجنوبيين حزب للشماليين، وإزاء الريف حزب للمدينة وإزاء المرأة حزب للرجال، وإزاء الطبقات الأخرى هو حزب للطبقة العاملة، مع إن نفوذه وسط هذه الطبقة نفسها قد تقلص حتى اقترب من نقطة الصفر.

## حركة القوى
وبعد جهود مضنية وحوارات جادة وطويلة قادها على مر السنوات التالية أسس الخاتم حركة جديدة سميت بالحركة السودانية للديمقراطية والتقدم ببريطانيا ومن ثم واصل عملية الحوار مع قطاعات سودانية أخرى بالشتات نتج عنها قيام وحدة اندماجية بين أربعة تنظيمات سودانية في المهجر هي:
- الحركة السودانية للديمقراطية والتقدم (مقرها بريطانيا)
- حركة القوى الحديثة (مقرها الولايات المتحدة)
- حركة القوى الديمقراطية السودانية (مقرها كندا)
- ملتقى الحوار الديمقراطي (مقره مصر)

اتفق خلاها علي تسمية الجسم الموحد بحركة القوى الجديدة الديمقراطية (حق). وتلا ذلك اندماج مجموعات جديدة داخل السودان ليصبح للحركة رافدين أحدهما بالخارج وهو قطاع الخارج وانتخب لرئاسته الخاتم عدلان والثاني بالداخل وهو قطاع الداخل ترأسه الحاج وراق. وما لبثت الحركة إلا قليلا وانقسمت حيث واصلت الحركة بقيادة الخاتم عملها باسم حركة القوى الجديدة الديمقراطية (حق) بينما عملت الحركة بقيادة الحاج وراق العمل تحت اسم حركة القوى الديمقراطية الحديثة (حق).

## الزواج والوفاة
تزوج الخاتم عام 1988م من الأستاذة تيسير مصطفى ولهما طفلان حسام وأحمد. عرف الخاتم عدلان كمنظر سياسي، وخطيب مفوه وكاتب صحفي ومترجم يجيد اللغة العربية والإنجليزية. وعرف أيضا بحسن السيرة والأخلاق والود والإخلاص والوفاء. والخاتم عدلان وطني غيور معادي لمشروع الدولة الإسلامية وداعي للدولة العلمانية وللديمقراطية والسلام والعدالة الاجتماعية وظل مهموماً بمشروع النهضة الوطنية الشاملة.
توفي الخاتم عدلان في ابريل 2005 م في لندن وتم نقل جثمانه للسودان ليدفن في بلده بعد أن يحظى بتشييع مناسب إلا أن السلطات السودانية منعت ذلك وتم دفنه في قريته بولاية الجزيرة. الجدير بالذكر أن السلطات السودانية منعت تشييع العديد من الرموز الوطنية السودانية سوى من الذين توفوا داخل السودان أو من تم جلب جثامينهم للسودان، مثل الفنان الراحل مصطفى سيد أحمد وغيرهم.

## المساهمات
وكانت للأستاذ الخاتم عدلان مساهمات أدبية زاخرة وعدد من الترجمات وسلسة مقالات راتبة في عدد من الصحف السودانية والعربية وكان من أبرز كتاب صحيفة الشرق الأوسط اللندنية. وأنتخبت الأستاذة هالة محمد عبد الحليم المحامي لقيادة حركة القوى الجديدة الديمقراطي حق خلفاً الأستاذ الخاتم عدلان في العام 2006. وقد ترأس اللجنة التنفيذية للحركة عقب وفاته مباشرة الأستاذ عمر النجيب. كتب للخاتم عدلان: كتاب ما المنفي وما الوطن.

## وصلات خارجية
- الحوار المتمدن: ورقة آن أوان التغيير للمفكر الأستاذ الخاتم عدلان
- الحوار المتمدن، الخاتم عدلان: الحزب الشيوعي ظل يمارس إهدار الكوادر منذ وجوده وحتي الآن
- الشرق الأوسط: محاذير على اتفاق الميرغني ـ طه
- إ لى الخاتم عدلان في موطن العُلا
- تابين الخاتم عدلان في الدوحة
- ترجمة الخاتم عدلان: أزمة الهوية في شمال السودان متاهة قوم سود...ذوو ثقافة بيضاء ث
- عرض نقدي لكتاب الخاتم عدلان (آن أوان التغيير) 1994 عبد الله علي إبراهيم
- ا لخاتم عدلان في حوار الأسرار مع الاضواء
- الخاتم لا ينسى، ولكننا نريد أن ننسى الكثير... بقلم: الاستاذ محمد سليمان
- قناة الجزيرة: الخاتم عدلان حلقة في الإتجاه المعاكس (تسجيل سنة 2001)
- قناة mbc : الخاتم عدلان وثلاثة أعضاء يعلنون استقالتهم من الحزب الشيوعي (تسجيل سنة 1994)
- حفل تدشين كتاب الأستاذ الخاتم عدلان (ما المنفي وما الوطن)
- صور إحياء الذكري السابعة لرحيل الأستاذ الخاتم عدلان
- مقتطفات من ردود الفعل حول رحيل الأستاذ الخاتم عدلان